# 吉米·格雷夫斯
占士·彼得·"占美"·格雷夫斯，MBE（英語：James Peter "Jimmy" Greaves，1940年2月20日—2021年9月19日）是一名前英格蘭足球運動員，退役後擔任足球評述員。占美·基里夫斯是现代英格兰足球最高产的机会主义前锋之一。

## 球員生涯
格雷夫斯出身自英國球會車路士，甫一出道已是球會核心。他在效力的四年間，已在球會上陣逾一百五十場比賽，取得124個入球。其中在1960-61年球季，他已於聯賽取得41個入球，破了之前球員單季的入球紀錄。
1961年他出國到意大利，加盟當地球會AC米蘭，但只上陣14場比賽，便重返英國加盟熱刺。在熱刺期間他曾是聯賽神射手，達數個球季（1963、1964、1965、1969）。當時他為熱刺贏得過1963年歐洲杯賽冠軍杯，乃英格蘭第一支球會贏得歐洲賽冠軍。但除此以外就只是贏得多屆足總杯。在聯賽冠軍方面，更從未染指。
職業生涯晚年他轉戰同屬倫敦的韋斯咸（熱刺和韋斯咸皆位處倫敦）。在打了一季後便宣佈退役。
格雷夫斯也代表過英格蘭國家隊達57次，其間他曾為英格蘭贏得1966年世界杯冠軍。

## 榮譽

### 俱樂部榮譽
熱刺
- 英格蘭足總盃冠軍(2次)：1961/62年，1966/67年
- 英格蘭社區盾冠軍(2次)：1962年，1967年(共享)
- 歐洲盃賽冠軍盃冠軍(1次)：1962/63年

### 國家隊榮譽
英格蘭
- 世界盃冠軍(1次)：1966年

## 延伸阅读
- Greaves, Jimmy; Scott, Les, , Time Warner, 2004, ISBN 0-7515-3445-5
- Greaves, Jimmy, , Readers Union, 1979, with Norman Giller

## 外部連結
- 足球名人堂簡介